# Russist
Russist er betegnelse for en person, som besidder en ekspertise i russistik — russisk sprog, litteratur, historie og/eller samfundsforhold, også kaldet russisk filologi. Denne ekspertise er normalt opnået ad akademisk vej.

## Akademisk fag
Omend studiet af russisk havde eksisteret i længere tid uden for Rusland, var det først i 1900-tallet, at det spaltede sig ud fra slavistikken som et selvstændigt akademisk fag og gav anledning til betegnelsen russist. Som tilfældet er med de fleste andre fremmedsproglige fag, var udenrigs- og sikkerhedspoltiske forhold afgørende for denne opgradering, hvor især den kolde krig spillede en stor rolle. Fra slutningen af 1950-erne og frem til første halvdel af 1990-erne blev der således uddannet sprogløjtnanter inden for det danske militær, lige som at mange almindelige officerer modtog undervisning i russisk. 

## Undervisningsteder
I danske akademiske institutioner har der siden slutningen af 1800-tallet været undervist i faget russisk ved landets universiteter, først ved Københavns Universitet, senere tillige ved Århus Universitet og frem til slutningen af 1980-erne ved Odense Universitet. Sædvanligvis har russister kvalificeret sig til akademiske grader som examinatus artium, BA, candidatus philosophiae, candidatus magistrii, magister med russisk som hovedsprog,  Ph.D. eller dr. phil..

## Akademiske betegnelse
En russist skal ses i sammenhæng med andre akademiske betegnelser som polonist — filolog i med speciale i polsk, bohemist — filolog med speciale i tjekkisk og/eller slovakisk, serbokroatist — filolog med speciale i serbisk, kroatisk eller bosnisk, bulgarist — filolog med speciale i bulgarsk, makedonist — filolog med speciale i makedonsk.
 Der er for få eller ingen kildehenvisninger i denne artikel, hvilket er et problem. Du kan hjælpe ved at angive troværdige kilder til de påstande, som fremføres i artiklen.